# Короваївська сільська рада
Короваївська сільська рада — колишній орган місцевого самоврядування у Гребінківському районі Полтавської області з центром у селі Короваї.

## Населені пункти
Сільраді були підпорядковані населені пункти:
- c. Короваї
- с. Лутайка